# Alice Bauer
Alice Bauer, née le 6 octobre 1927 à Eureka (États-Unis) et morte le 6 mars 2002 à Rancho Mirage (États-Unis), est une golfeuse professionnelle américaine.
Précoce au même titre que sa sœur Marlene, Alice Bauer intègre en 1950 le circuit LPGA dès sa création en tant que fondatrice, elle y est l'une des meilleures golfeuses du circuit dans les années 1950 même si elle ne parvient pas à remporter de titres, accumulant de nombreuses places d'honneur.